# NGC 2794
NGC 2794 é uma galáxia espiral barrada (SB?) localizada na direcção da constelação de Cancer. Possui uma declinação de +17° 35' 22" e uma ascensão recta de 9 horas, 16 minutos e 01,7 segundos.
A galáxia NGC 2794 foi descoberta em 15 de Março de 1866 por Heinrich Louis d'Arrest.